# Ameerega smaragdina
Espèce
Synonymes
- Phyllobates smaragdinus Silverstone, 1976
- Epipedobates smaragdinus (Silverstone, 1976)

Statut de conservation UICN

 DD  : Données insuffisantes
Statut CITES
Ameerega smaragdina est une espèce d'amphibiens de la famille des Dendrobatidae.

## Répartition
Cette espèce est endémique de la province d'Oxapampa dans la région de Pasco au Pérou. Elle se rencontre à 400 m d'altitude dans le río Iscozacín.

## Description
Le mâle holotype mesure 26,5 mm.

## Étymologie
Le nom spécifique smaragdina vient du latin smaragdinus, couleur émeraude, en référence aux lignes vertes et au ventre vert de cette espèce.

## Publication originale
- Silverstone, 1976 : A revision of the poison arrow frogs of the genus Phyllobates Bibron in Sagra (Family Dendrobatidae). Natural History Museum of Los Angeles County Science Bulletin, vol. 27, p. 1-53 (texte intégral).